# Elias Parish Alvars
Elias Parish Alvars, né à Teignmouth (Devonshire) le 28 février 1808 et mort à Vienne (Autriche) le 25 janvier 1849, est un compositeur et un harpiste britannique.

## Biographie
Berlioz le considérait comme le « Liszt de la harpe » après l'avoir entendu à Dresde en 1842. Il est connu pour avoir été le premier harpiste à utiliser en concert le fameux glissando, évocateur musical de l'onde dans la musique du XIXe siècle et du romantisme exacerbé.

## Œuvres
- Concerto pour harpe et orchestre en sol mineur, op. 81
- Concerto pour 2 harpes et orchestre en ré mineur, op. 91
- Concerto pour harpe et orchestre en mi bémol majeur, op. 98
- Concertino pour harpe, piano et orchestre en ré mineur
- Fantaisie pour harpe et piano, op.39
- Grande fantaisie pour harpe seule La Mandoline, op. 84
- Romance pour harpe seule, L'Adieu, op.68
- 3 Romances pour harpe seule, op.56
- " Sérénade", op. 83

## Discographie sélective
- Harp concerto op.98 + Concertino pour Harpe, Piano et Orchestre + Fantaisie pour Harpe et Piano, Marielle Nordmann (harpe), François-René Duchâble (piano), Orchestre philharmonique de Strasbourg, Theodor Guschlbauer (direction) : Virgin Classics (2 CD)
- Harp concerto op.81, Marielle Nordmann (harpe), Orchestre de chambre Franz Liszt, Jean-Pierre Rampal (direction) : Sony (1 CD + Concertos de Boïeldieu & Viotti)
- Harp concerto op.81, Elizabeth Hainen (harpe), Bulgarian National Radio Orchestra, Rossen Milanov (direction) : Avie (1 CD + Concertos de Albrechtsberger & Saint-Saëns)
- 2 Harps concerto op.91, Xavier de Maistre et Emmanuel Ceysson (harpes), Orchestre philharmonique de Rheinland-Pfalz, Hannu Lintu (direction) : Claves (1 CD + concertos de Reinecke & Zabel)
- 2 Harps concerto op.91, Xavier de Maistre & Catherine Michel (harpes), Orchestre Symphonique de la Radio de Pologne, Boguslaw Madey (direction) : Egan (1 CD + concertos de Mozart, Gossec & Malecki)
- Introduction & Variations de "Norma", piste 12 du CD Cantare de Felicity Lott (soprano) et Isabelle Moretti (harpe) : Naïve, 2010
- Introduction & Variations sur des thèmes de "Norma" de Bellini, Divertissement sur "Béatrice de Tende" de Bellini, Voyage d'un Harpiste en Orient (n°1), Grande Fantaisie sur "Moïse" de Rossini, Souvenir de "La Somnambule" de Bellini, Grande Fantaisie et Variations sur "Obéron" de Weber, Romances n°7 & n°9, Danse des Fées op.76 élèves de Catherine Michel (harpes) : Detmold, 1999
- Introduction et Variations sur "Norma" de Bellini, Marielle Nordmann (harpe) Lyrinx, 1989 (+ Haëndel, Pescetti, Beethoven...)
- Introduction et Rondo, Nicanor Zabaleta (harpe) Saga,
- Introduction et Rondo, Judy Loman (harpe) Naxos, 1998 (+ Grandjany, Hasselmans, Tournier, Renié...)

- La Mandoline grande fantaisie pour Harpe op.84, Jana Bouskova (harpe) Supraphon, 1997 (+ Lecuona, Chopin, Paganini, Liszt, Falla, Durand...)
- La Mandoline grande fantaisie pour Harpe op.84, Xavier de Maistre (harpe) Sony, 2011 (+ Vivaldi, Marcello, Godefroid, Pescetti)
- La Mandoline grande fantaisie pour Harpe op.84, Sérénade en si bémol majeur pour harpe Marielle Nordmann (harpe) Erato, 1990 (+ Donizetti, Hasselmans, Donostia, Chopin...)
- La Mandoline grande fantaisie pour Harpe op.84, Romance op.48 n°3, Grande Fantaisie & Variations sur des motifs italiens Susan Drake (harpe) Hypérion, 1983/88 (+ Debussy, Dizi, Hasselmans, Thomas J., Posse, Zabel...)

- Le Voyage d'un Harpiste en Orient pour Harpe, Gabriella Dall'Olio (harpe) Clavès, 1998 (+ Bach CPE, Hindemith, Britten, Roussel, Ginastera)

- La Danse des fées op.76, Grande Fantaisie pour la Harpe op.31, Voyage d'un Harpiste en Orient, Fantaisie sur des thèmes de Bellini pour Flûte & Harpe Rachel Talitman (harpe) Etienne Plasman (flûte) Harp & C°, 2004